# 馬特馬克湖
46°2′17″N 7°57′36″E / 46.03806°N 7.96000°E

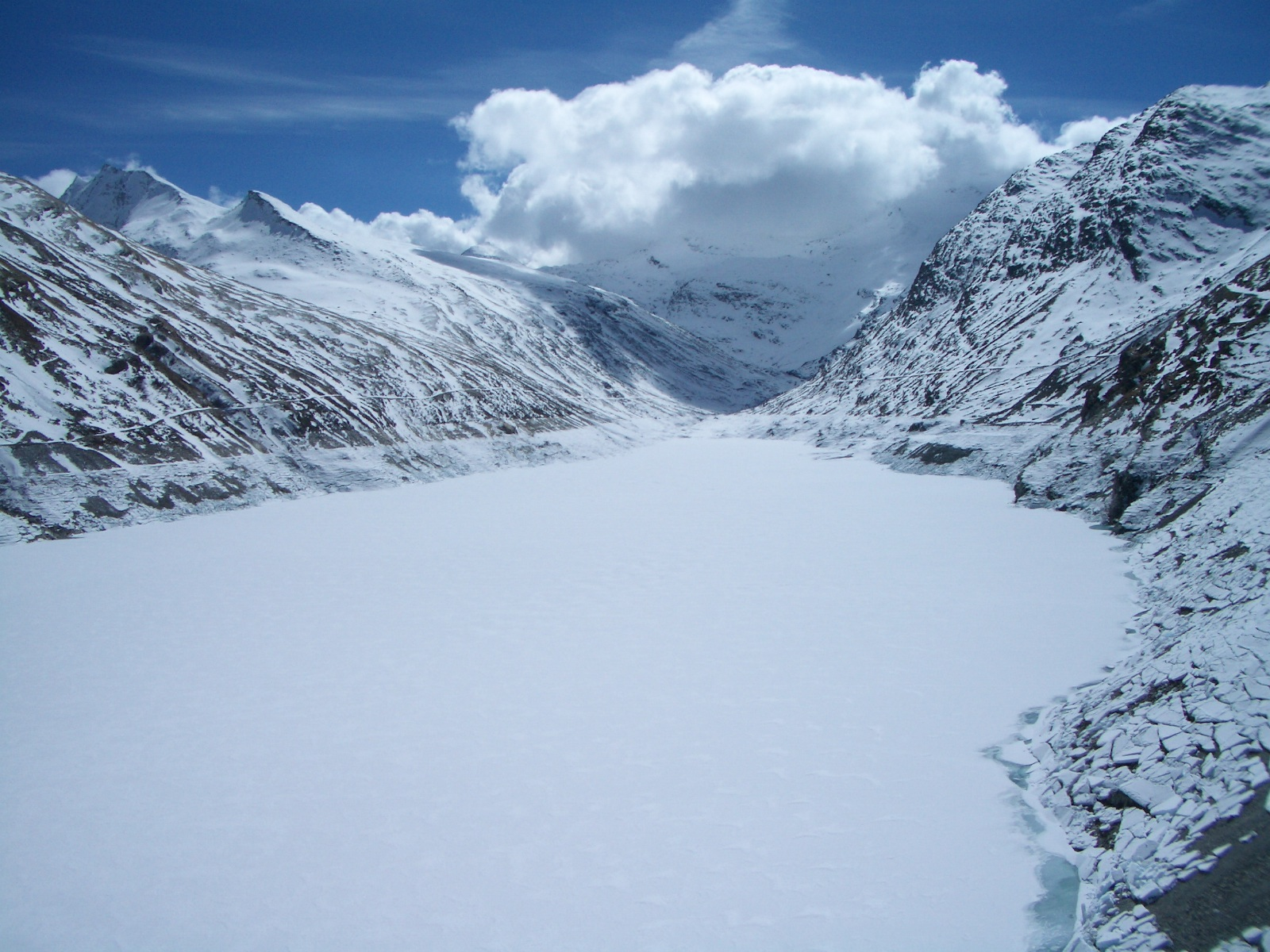

馬特馬克湖是瑞士的水庫，位於該國西南部瓦萊州，長3.2公里，面積1.76平方公里，集水區面積37.1平方公里，海拔高度2,197米，最大水深93米，蓄水量0.11億立方米。

## 外部連結
- Kraftwerke Mattmark （德文） （法文）
- Images （页面存档备份，存于）